# كلوستريديوم حراري مولد حمض السكسينيك
كلوستريديوم ثيرموسكسينوجينيز أو كلوستريديوم حراري مولد حمض السكسينيك  هو نوع من البكتيريا من فصيلة كلوستريدياسيا.